# Ariadna phantasma
Espèce
Ariadna phantasma est une espèce d'araignées aranéomorphes de la famille des Segestriidae.

## Distribution
Cette espèce est endémique d'Australie-Occidentale. Elle se rencontre vers le lac Cowan.

## Description
Le mâle holotype mesure 7,0 mm et la femelle paratype 8,3 mm.

## Publication originale
- Marsh, Hudson & Framenau, 2021 : « A ghost in the salt: A new species of halotolerant tube-web spider in the genus Ariadna (Araneae: Segestriidae). » Zootaxa, no 4952(3), p. 580-588.